# Rafal E. Dunin-Borkowski
Rafal Edward Dunin-Borkowski (Londra, 3 agosto 1969) è un fisico britannico.
Specializzatosi nella branca della fisica sperimentale, è attualmente direttore dell'Institute for Microstructure Research (PGI-5) e del centro di microscopia e spettroscopia elettronica (ER-C) Ernst Ruska nel Forschungszentrum Jülich e professore di fisica sperimentale all'Università RWTH di Aquisgrana.

## Formazione
Rafal Dunin-Borkowski ha studiato all'Università di Cambridge, dove ha conseguito un dottorato di ricerca nel 1994 per la sua ricerca sui materiali semiconduttori.

## Ricerca
La sua ricerca prevede lo sviluppo di tecniche quantitative nella microscopia elettronica e si è recentemente focalizzato sull'uso dell'olografia elettronica fuori asse per studiare i campi magnetici ed elettrostatici in materiali sulla nanoscala, su film sottili e dispositivi.

## Premi e onorificenze
- Synergy Grant del Consiglio europeo della ricerca 2019, in collaborazione con S Blügel, M Kläui e T Rasing.[14]
- Consiglio europeo della ricerca Advanced Grant 2012.[15]
- Premio Ernst Ruska 2009, in collaborazione con M. R. McCartney e T. Kasama.[16]
- Numerosi premi per manifestazioni sulle scienze come forma d'arte.[17][18][19]